# Trachyderes melas
Trachyderes melas är en skalbaggsart som beskrevs av Bates 1870. Trachyderes melas ingår i släktet Trachyderes och familjen långhorningar.
Artens utbredningsområde är:
- Guyana.
- Surinam.

Inga underarter finns listade i Catalogue of Life.